# Pierre le Bègue de Villaines
Pierre (III) de Villaines dit « le Bègue de Villaines », Pedro el Vesque de Vilaines en espagnol (né en Beauce - mort entre 1401 et 1413), prince d'Yvetot, comte de Ribedieux (Ribadeo) (1369), de Tourny, seigneur de Malicorne, de Vive Dieu, de Lanville, Villaines, de Verneuil et de Villiers-Cul-de-Sac.
Il fut sous le règne de Charles VI un Grand écuyer de France (v.1382).
Le Bègue de Villaines s'est illustré comme banneret dans les Grandes compagnies, compagnon de Bertrand du Guesclin, général des armées en France et en Espagne et général des armées des rois de Castille et Léon.

## Sa vie
Il est réformateur royal dans les bailliages de Sens, Chaumont et la prévôté de Bar-sur-Seine entre 1353 et 1360.
Capitaine de Bayeux (1357)
Il est chambellan des Dauphins  en 1360.
Le 26 juillet 1360 Le Bègue de Villaines achète la forteresse de la Ferté-sous-Jouarre à un capitaine anglais nommé Tomas Vagorne (Waghorn)
Il est capitaine de Meaux en 1360, sénéchal de Carcassonne en 1361. Vers 1361, il mate une rébellion à Clermont. Au mois d'août 1362 il est chambellan du duc de Normandie. Fin 1362, sa femme Luce de Chevreuse décède.  Le 20 août 1363 Pierre Le Bègue de Villaines donne quittance d'une somme qui lui a été prêtée pour payer sa rançon aux Anglais.
Le 29 septembre 1364, il participe et est fait prisonnier à la bataille d'Auray.
En 1365 sur ordre de Charles V, avec du Guesclin et Guillaume Boitel, il regroupe les grandes compagnies démobilisées à la suite de la guerre de Succession de Bretagne afin de les envoyer en Castille combattre les Anglais et Pierre le cruel. Il arrive en Castille avec La Compagnie blanche. Comme du Guesclin, il finit capturé par les Anglais le 3 avril 1367 lors de la bataille de Nájera et est libéré contre rançon. Le 14 mars 1369, il commande une compagnies de trois cents hommes à la bataille de Montiel. Il y capture Pierre Ier de Castille lorsque ce dernier essaye de s'enfuir. Pour le récompenser de cette capture et de son service, Henri II de Castille lui fait don du village et de la région de Ribadeo et l'autorise à porter les armes royales.
Le premier septembre 1377, il participe à la bataille d'Eymet. En 1380 Pierre de Villaines dit « le Bègue » est déjà Chambellan de Charles VI. Lors des funérailles de Bertrand du Guesclin en 1380, il porte l'un des quatre écus de ce grand capitaine (deux pour la guerre et deux pour les tournois).
En 1382, il est avec le Roi en Flandre. Fin 1383, il est en Espagne pour participer aux guerres de succession de Portugal. En mai 1385, il se trouve avec Olivier du Guesclin auprès du roi de Castille.
Il compte parmi les membres du conseil de Charles VI de France (les Marmousets) en 1388.
En 1390 il devient gouverneur de La Rochelle où il réside. Entre 1390 et 1391 il effectue deux missions auprès du roi de Castille. En septembre 1391, il se rend à Eltham en ambassade auprès de Richard II.
En 1392, Charles VI sombrant dans la folie, ses oncles Jean de Berry et Philippe II de Bourgogne reprennent en main le gouvernement et chassent les Marmousets du pouvoir. Pierre le Bègue de Villaines quant à lui, est arrêté à Paris et emprisonné au Louvre sur ordre du duc de Berry et libéré en mars, en raison de son grand âge, et obligé de s'exiler en Castille .
1394, il est en Espagne avec Gaucher de Passac. Il devient parrain du troisième fils du roi : Louis de France, duc de Guyenne avec Jeanne de Luxembourg et Louis Ier d'Orléans
Le 2 mai 1401, il vend Ribadeo au connétable Ruy López Dávalos (es) et achète le royaume d'Yvetot (alleux souverains). Charles VI lui donna le titre français de Prince d'Yvetot .

## Armoiries
| Figure | Blasonnement |
|        | Avant 1369 D'argent, à trois lions de sable, armés et lampassés de gueules                                                    |
|        | Après 1369 D'argent, à trois lions de sable, armés et lampassés de gueules, au franc-quartier écartelé de Castille et de Léon |

## Généalogie
```
     
Pierre 
I
er
 de Villaines
 (né en 1295), Conseiller au parlement de paris en 1340, marié à:
     X Jeanne de Marigny, dame de 
Tourny
 
[
11
]
, fille de Jean de Marigny, seigneur du Plessis et du Mesnil (neveux d'
Enguerrand de Marigny
)
        │
        └─■
Pierre de Villaines
, né à 
Bayeux
, évêque d'Auxerre (1344-1347), au concile provincial tenu à Sens le 
14 mars 1347
 puis évêque de Bayeux († 
3 septembre 1360
)
        │
        └─■ 
Jean de Villaines
 
            X Pernelle de Beaumont
              │
              ├─■ 
Pierre III "le Bègue" de Villaines

              │(1)X Luce de 
Chevreuse
 († fin 1362), dame de 
Neauphle
 (en partie), fille de Gui II
              │(2)X Ana de Aragon y Guzman
              │(?)X (ou son fils) Perrette de Monceaux
              │(?)X Anne de Tournon
              │   │
              │   ├─■ Une fille qui épousa Jean de Launay, sgr de 
Monlignon
 conseiller chambellan de Charles VI Roi de France
              │   │
              │   ├─■ Jeanne de Villaines épouse:
              │   │   X Robert Busson d'où descendance
              │   │  
              │   ├─■ Un fils épouse:
              │   │   X Blanche de Tingy (ou de Cuigy) d'où descendance
              │   │  
              │   └─■ Pierre IV de Vilaines († en 1415 à Azincourt) qui le servit en Espagne
[
2
]
,Prince d'Yvetot (Pierre II), seigneur de 
Villaines
, de Malicorne, de 
Verneuil
[
12
]
(1394-1415) et de 
Tourny
, épouse 
              │    X Isabeau Le Bouteiller de Senlis († v. 1406), puis en 1408 
              │    X Catherine de Bueil fille de 
Jean III de Bueil
 (1330-1390) et  Anne d'Avoir ; chambellan du roi Charles VI et gouverneur de 
La Rochelle
[
13
]
 et sénéchal de 
Toulouse
. D'où au moins :
              │      │
              │      ├─■ Pierre de Villaines, Roi d'Yvetot († ap. 1419)(qui voit sa capitale partir en feu)
              │      │
              │      ├─■ 
Charles
, chambellan du Roi, seigneur de Fontenay
[
14
]
 meurt aussi à Azincourt, mariée à Catherine 
d'Amboise
, fille de Hugues II d'Amboise († en 1415 à Azincourt) Seigneur de Chaumont, et de Anne de Saint-Verain.
              │      │
              │      └─■ Louis de Villaines, chevalier épouse  Anne de Rousselet 
[
15
]

              │
              ├─■ 
Jean II de Villaines
, écuyer, 
viguier royal
 de la ville de 
Béziers
, épouse :
              │ X Jeanne de 
Hangest

              │ X Cassandre, fille de Bertrand II de Broche, co-seigneur et premier consul de la ville du Pont-Saint-Esprit et de Florette de Prie d'où:
              │   │
              │   └─■ Jean III Villaines marié à 
              │      X Philippe de Levis (d'où descendance):
              │
              └─■ 
Marguerite de Villaines

              │ X Guérin de Cuigy
              │   └─■ 
Blanche de Cuigy

              │       X Colard de Frémainville
              │       └─■ 
Mayette de Frémainville

              │           X Adam de La Roë
              │
              └─■ 
Theresa de Villaines
 se marie avec :
                X Don Juan Garcia Gutierrez de Villandrando 
[
16
]
 d'où:
                  │
                  └─■ postérité des comtes de Santisteban
[
17
]

                  │
                  └─■ 
Don Pedro de Villandrando

                      X Doña Aldonza (Diaz) de Corral
                      │
                      └─■ postérité des comtes d’Ayala
                      │
                      └─■
Rodrigue de Villandrando

                         X Marguerite, bâtarde de Bourbon (fille naturelle du duc 
Jean Ier de Bourbon
)
```